# Ukrhydroenerho
PrAT Ukrhydroenerho (in ucraino ПрАТ Укргідроенерго?) è un'azienda pubblica ucraina, interamente controllata dallo Stato, attiva nella produzione di energia idroelettrica. Gestisce 10 centrali idroelettriche distribuite lungo i fiumi Dnepr e Dnestr.

## Storia
Fu fondata con decreto del Ministro dell'energia e dell'elettrificazione n° 288 del 27 dicembre 1994 col nome di Dniprohidroenerho (in ucraino Дніпрогідроенерго?) unificando cinque imprese preesistenti: Dniprovs'koï, Dniprodzeržyns'koï, Kaskadu Seredn'odniprovs'kych, Kachovs'koï e Kremenčuc'koï. Ha poi assunto il nome di Ukrhydroenerho con ordinanza del Ministro dei combustibili e dell'energia n° 831 del 31 dicembre 2003.